# Khleo Thomas
Khaleed Leon Thomas o simplement Khleo (Anchorage, Alaska, 30 de gener de 1989) és un actor, cantant de rap, cantant, i artista d'entreteniment estatunidenc més conegut per fer de Zero en Holes i Mixed Mike en Roll Bounce.